# Mythe de la création héliopolitaine
 (octobre 2010).
Si vous disposez d'ouvrages ou d'articles de référence ou si vous connaissez des sites web de qualité traitant du thème abordé ici, merci de compléter l'article en donnant les références utiles à sa vérifiabilité et en les liant à la section « Notes et références ».
Le mythe de la création héliopolitaine a pour origine la ville de Héliopolis.
La grande diversité du culte de l'Égypte antique se retrouve également dans les mythes de la création qui varient en fonction des régions.
Issu du Noun, l'océan primordial (ou dans une autre variante, la pierre originelle), émerge le dieu créateur qui peut apparaitre sous trois formes : Rê, le soleil, Khépri le dieu à tête de scarabée ou encore Atoum, l'être achevé. En effet, le clergé égyptien expliquait que l'astre solaire pouvait revêtir des formes différentes lors de sa course dans le ciel : Khépri était le soleil levant tandis que Rê était le soleil à son zénith et Atoum, le soleil couchant.
En se masturbant, il met au monde Shou le sec. De son crachat naît sa sœur, Tefnout, l'humide. De ce couple en naît un autre, Nout le ciel et Geb la terre. Viennent ensuite Osiris et Isis, Seth et Nephtys. Le premier couple symbolise le renouveau végétal et avec eux vient la légende d'Osiris, alors que le second est stérile.